# Yvonne Zymara
Yvonne Zymara (* 12. Januar 1977 in Leipzig, heute Yvonne Seebauer) ist eine ehemalige deutsche Volleyballspielerin.
Yvonne Zymara begann mit dem Volleyball in ihrer Heimatstadt Leipzig, bevor sie 1995 zum Bundesligisten Dresdner SC wechselte. Hier wurde sie 1999 Deutscher Meister und DVV-Pokalsieger. 2001 wechselte die Außenangreiferin zu den Roten Raben Vilsbiburg und beendete hier 2004 ihre aktive Karriere. Zymara spielte 20-mal in der deutschen Nationalmannschaft, mit der sie 1999 bei der Europameisterschaft in Italien Platz vier belegte. Die Teilnahme an den Olympischen Spielen 2000 in Sydney verpasste sie nur knapp.